# روي وليامز (لاعب كرة قدم أمريكية)
روي وليامز (بالإنجليزية: Roy Williams)‏ هو لاعب كرة قدم أمريكية أمريكي، ولد في 30 أبريل 1937 في مورهد في الولايات المتحدة.

## وصلات خارجية
- روي وليامز على موقع مرجع كرة القدم المحترفة.كوم (الإنجليزية)
- روي وليامز على موقع JustSportsStats.com (الإنجليزية)